# Сейлор Мун (сезон 5)
Пятой сезон аниме-сериала «Сейлор Мун» выходил под названием Pretty Soldier Sailor Moon: Sailor Stars (яп. 美少女戦士セーラームーン セーラースターズ Бисё:дзё Сэнси Сэ:ра: Му:н Сэ:ра: Сута:дзу) или Sailor Moon Sailor Stars, и был последним сезоном сериала. TV Asahi, Toei Agency и Toei Animation вместе спродюсировали серии сезона; режиссёром выступил Такуя Игараси. Первый показ состоялся на TV Asahi между 9 марта 1996 года и 8 февраля 1997.
Сезон основывается на пятой сюжетной арке (Звёзды) манги Наоко Такэути. Из-за популярности сериала, Toei Animation запустило адаптацию в аниме ещё до того, как Такэути закончила мангу. Таким образом, аниме хоть и следует основному сюжету манги, но в нём появляется меньше новых персонажей и имеются существенные отличия, особенно ближе к концу.
Sailor Stars начинается с шести серий, представляющих главную злодейку предыдущего сезона, Королеву Нехелению, так же как и появляется четверка Внешних воинов, отсутствовавшая в предыдущем сезоне. Эти серии являлись филлером, позволяющим Такэути начать рисовать новую сюжетную арку; после этого аниме следует за мангой. В ходе действия появляется много новых персонажей, даже новые сейлор воины с других планет, в том числе Сейлор Старлайты, принцесса Какю и Чиби-Чиби. Как и в манге Чибиуса возвращается в своё время и не принимает участия в сюжете. Главным злодеем становится Сейлор Галаксия, королева организации под названием Теневая галактика, которая ищет по всей галактике «истинные семена звёзд». Пятая арка является единственной, где абсолютно все враги женщины. В аниме это также единственная арка, в которой все злодеи погибают только от рук других злодеев.
Такэути выразила разочарование в связи с некоторыми изменениями, произошедшими при адаптации манги, заявив, что многие из вещей, которые она хотела увидеть в аниме так и не появились там. Например, последняя форма воинов и персонажи, такие как Сейлор Какю, Космос, Лета и Мнемозина. Она также была удивлена, узнав, что Сейлор Старлайты, которых она полагала совершенно незначительными персонажами, стали главными героями в аниме. Особенно сильно ей не понравилось, что Старлайты физически изменили свой пол на мужской, пока были на Земле, так как это противоречило её правилу, что воинами могут быть только девушки.
Показ сезона состоялся во многих странах, включая часть Латинской Америки и Европы.
Соответствующие главы манги были переведены на английский издательством Tokyopop. В соответствии с журналом Anime Insider этот сезон никогда не был дублирован на английский в связи с лицензией в США, также как и содержанием самого сезона.
В Sailor Stars использовалось три тематических композиции:
1. «Sailor Star Song», написанная Наоко Такэути и исполненная Каэ Ханадзавой, используется в качестве начальной песни всех серий. Это единственный сезон аниме, в котором начальной песней является не «Moonlight Densetsu».
2. «Kaze Mo, Sora Mo, Kitto», исполненная Арисой Мидзуки, используется в качестве завершающей композиции в конце каждой серии, кроме самой последней.
3. «Moonlight Densetsu» используется в конце 200-й серии.

## Серии
| № общий | № в сезоне | Название | Дата премьеры    |                 |
| --- | ---------- | --- | ---------------- | --------------- |
| 167 | 1          | «Нехеления возвращается» «Akumu hana wo chirasu toki! Yami no Joō fukkatsu» (ориг..: 悪夢花を散らす時!闇の女王復活)     | 9 марта 1996     | 19 января 2002  |
| Сецуна возвращается для того, чтобы забрать Хотару у доктора Томо. Тем временем, когда Чибиуса собиралась отправиться в будущее, некто пробудил Нехелению. Узнав о том, что Сейлор Мун и Чиби Мун выжили, та послала осколки своего Зеркала мечты на Землю. Все приняли это за падающие звёзды, и один осколок попал в глаз Мамору. В этот момент портал в будущее закрылся. В это же время Харука и Мичиру сражаются против зеркальных монстров - копии Нехелении, которые сформировались из осколков зеркала. Появляется Сейлор Плутон с Хотару, и маленькая девочка в момент опасности, когда монстр хотел атаковать её, даёт новые силы Урану, Нептуну и Плутону. После битвы Хотару внезапно начинает расти и предупреждает о том, что принцесса в опасности.                                                        |            | |                  |                 |
| 168 | 2          | «Снова в бою» «Satān no mezame! Sērā 10 Senshi shūketsu» (ориг..: サターンの目覚め!S10戦士集結)                         | 23 марта 1996    | 20 января 2002  |
| С Мамору происходит что-то странное, и Усаги беспокоится о нём. Хотару продолжает расти. Но дух Сейлор Сатурн возвращает ей воспоминания о прошлых сражениях. Хотару становится воином и пытается предупредить Сейлор Мун о грозящей ей опасности. В этой серии Сейлор Мун впервые становится Вечной Сейлор Мун. |            | |                  |                 |
| 169 | 3          | «Проклятое зеркало» «Noroi no makyō! Akumu ni torawareta Mamoru» (ориг..: 呪いの魔鏡!悪夢にとらわれた衛)                | 13 апреля 1996   | 26 января 2002  |
| Все люди в Токио, включая Мамору, не могут насмотреться на себя в зеркало. Усаги припоминает, что видела странную тень в зеркале Мамору, и вместе с остальными бежит к нему. Тенью оказалась Нехеления, которая забирает Мамору с собой в зеркало. |            | |                  |                 |
| 170 | 4          | «Воины в опасности» «Unmei no ichiya! Sērā Senshi no kunan» (ориг..: 運命の一夜!セーラー戦士の苦難)                     | 20 апреля 1996   | 27 января 2002  |
| Мамору похищен Нехеленией, и Усаги перевоплощается и следует за ним вопреки запрету друзей. Другие воины телепортируются в мир Нехелении, чтобы найти Усаги, но осколки, посланные Нехеленией, ранят их в руки, и воинов разбрасывает по разным местам. Меркурий и Уран объединяются и пытаются атаковать Нехелению, но их противник (на самом деле клон, зеркальный монстр) заточает их в два зеркала. Серия заканчивается кульминацией, когда Марс и Нептун попали в ловушку. |            | |                  |                 |
| 171 | 5          | «Триумф Нехелении» «Ai yue ni! Hateshinaki makai no tatakai» (ориг..: 愛ゆえに!果てしなき魔界の戦い)                    | 27 апреля 1996   | 2 февраля 2002  |
| Марс и Нептун сражаются против зеркальной копии Нехелении, но после изнуряющей битвы они ослабевают, и их захватывает Нехеления. В то же время Плутон и Венера тоже попадают в ловушку, а Юпитер жертвует собой, чтобы спасти Сейлор Мун, загипнотизированную Нехеленией. Одна из сережек в виде розы падает с уха Юпитера, и Усаги вспоминает розу Такседо Маска. Гипноз исчез, и Усаги предстоит преодолеть последний путь к замку Нехелении - мост, обвитый колючими ветками. |            | |                  |                 |
| 172 | 6          | «Конец кошмара» «Ai no mūn pawā! Akumu no owaru toki» (ориг..: 愛のムーンパワー!悪夢の終わる時)                         | 4 мая 1996       | 3 февраля 2002  |
| Сейлор Сатурн и Сейлор Чиби Мун предстают перед Нехеленией. Сейлор Сатурн пытается использовать свою атаку "Стена Безмолвия", но в последний момент Чиби Мун останавливает её, и Нехеления заключает Сатурн в зеркало. Наконец появляется Усаги и видит Чиби Мун, исчезающую из-за проклятия Нехеления. Нехеления рассказывает, что в детстве она была совершенно одна, и только зеркало составляло ей компанию. После того, как Нехеления чуть было не задушила Усаги, Сейлор Мун жалеет её, и проклятие рушится. Мамору освобождается от осколка зеркала, Сейлор Чиби Мун возвращается, все воины освобождаются. Сила Вечной Сейлор Мун возвращает Нехелению в её детство, где она становится счастлива. |            | |                  |                 |
| 173 | 7          | «Новый враг» «Wakare to deai! Unmei no hoshiboshi no ryūten» (ориг..: 別れと出会い!運命の星々の流転)                    | 11 мая 1996      | 9 февраля 2002  |
| Мамору уезжает за границу, чтобы учиться в Нью-Йорке, но перед этим дарит Усаги кольцо. Во время полёта в самолёт попадает светящийся шар и самолёт пропадает. Тем временем появляется новая музыкальная группа "Три Звезды" (Сэйя/Звездный Сейлор Воин, Ятэн/Звездный Сейлор Целитель и Тайки/Звездный Сейлор Творец). Новый враг, Стальная Сейлор Мышь, атакует Элис Идзуки, которая вышла передохнуть после съёмок, и извлекает у неё Звёздное семя, но Сейлор Мун появляется, чтобы остановить её. Звездное семя оказалось недостаточно ярким и потемнело, и Элис превратилась в монстра. Группа таинственных сейлор воинов, именуемых себя Звёздными Сейлор воинами, заявляет, что уже невозможно вернуть человеку свой нормальный облик, если он стал монстром. Но только Сейлор Мун может превратить Элис обратно. |            | |                  |                 |
| 174 | 8          | «Школьные кумиры» «Gakuen ni fuku arashi! Tenkōsei wa aidoru» (ориг..: 学園に吹く嵐!転校生はアイドル)                   | 18 мая 1996      | 10 февраля 2002 |
| В школе Усаги новые ученики - сами "Три звезды"! Они хотят вступить в клуб. Сэйя начинает играть в американский футбол и знакомится с капитаном команды, Каямой. Стальная Сейлор Мышь превращает Каяму в демона. Вновь появляются Звездные воины, и остальные воины видят их впервые. |            | |                  |                 |
| 175 | 9          | «Мечты Минако» «Aidoru wo mezase! Minako no yabō» (ориг..: アイドルをめざせ!美奈子の野望)                               | 25 мая 1996      | 16 февраля 2002 |
| Первый шаг к исполнению мечты Минако - стать звездой - быть персональным ассистентом "Трёх звёзд". Тем временем Стальная Сейлор Мышь выбирает своей жертвой настойчивую девушку-фотографа. |            | |                  |                 |
| 176 | 10         | «Горящее сердце» «Faitā no shōtai! Shōgeki no chōhenshin» (ориг..: ファイターの正体!衝撃の超変身)                       | 8 июня 1996      | 17 февраля 2002 |
| "Три Звезды" пробуют свои силы в подготовке к предстоящему мюзиклу, но Сэйю всё время одергивает режиссёр, женщина, которая также работает монахиней в школе Рэй. Она становится новой целью Стальной Сейлор Мыши, и Сэйя перевоплощается в воина, чтобы убить демона. Сейлор Марс и Сейлор Мун убеждают его не делать это. |            | |                  |                 |
| 177 | 11         | «Комета Ватару» «Hoshi ni takusu yume to roman! Taiki no henshin» (ориг..: 星に託す夢とロマン!大気の変身)               | 15 июня 1996     | 23 февраля 2002 |
| Профессор Аманогава, которые преподает в школе воинов, ожидает возвращение кометы, которую открыл. Но начинает идти дождь, и смотр кометы мог бы сорваться. Стальная Сейлор Мышь атакует Аманогаву, и Тайки перевоплощается для битвы с ним. Аманогава принимает свой прежний облик не без помощи Сейлор Мун. В это время дождь прекращается, небо очищается от туч, и все в тот вечер смогли наблюдать полёт кометы. |            | |                  |                 |
| 178 | 12         | «Ятен, Луна выяснит всё» «Luna wa mita!? Aidoru Yaten no sugao» (ориг..: ルナは見た!?アイドル夜天の素顔)                | 22 июня 1996     | 24 февраля 2002 |
| Сэйя собирается принять участие в телепередаче "Звезды и их питомцы", но в самый неподходящий момент его игуана сбегает. В этот момент мимо проходила Луна, и её берёт с собой Ятэн, не зная, что она принадлежит Усаги. Ятэн и Луна становятся друзьями, в то время, когда девочки искали её. Когда на актрису, партнершу Ятэна в фильме, нападают, Ятэн предстает перед всеми как Звёздный Сейлор Целитель. |            | |                  |                 |
| 179 | 13         | «Отличный повар» «Teki? Mikata? Sutāraitsu to Sērā Senshi» (ориг..: 敵?味方?スターライツとS戦士)                        | 29 июня 1996     | 2 марта 2002    |
| Тайки просит Макото участвовать её вместе с ним в передаче "Готовим со звёздами". Усаги становится помощницей Макото и устраивает в студии настоящий погром. Шеф-повар с передачи превращается в демона. Впервые Тайки смеется за продолжительное время. |            | |                  |                 |
| 180 | 14         | «Друзья или враги?» «Yobiau hoshi no kagayaki! Haruka-tachi sansen» (ориг..: 呼び合う星の輝き!はるか達参戦)             | 13 июля 1996     | 3 марта 2002    |
| "Три звезды" и Мичиру организуют концерт, и девочки хотят приобрести на него билеты. После концерта Сэйя флиртует с Мичиру, но Харука открыто протестует. Стальная Сейлор Мышь атакует известного дирижёра. |            | |                  |                 |
| 181 | 15         | «Гибель Стальной Сейлор Мыши» «Seiya to Usagi no doki-doki dēto» (ориг..: セイヤとうさぎのドキドキデート)               | 20 июля 1996     | 9 марта 2002    |
| Сэйя и Усаги идут на свидание. Они проводят весь день в парке развлечений и танцуют. Своей целью Стальная Сейлор Мышь выбирает Сэйю, заставив его превратиться в Звездного Сейлор Воина. Усаги, превратившись в Сейлор Мун, замечает пропажу Сейи и спрашивает Звездных Сейлор Воинов, куда он подевался. Увидев перевоплощение Сейи, Стальная Сейлор Мышь хочет доказать всем, кто он. Но до этого внезапно появляется Галаксия и наказывает Стальную Сейлор Мышь за все её неудачи - забирает её магические браслеты, и Стальная Сейлор Мышь погибает. |            | |                  |                 |
| 182 | 16         | «Новые лица» «Uchū kara no shinryaku! Seirēn hirai» (ориг..: 宇宙からの侵略!セイレーン飛来)                             | 3 августа 1996   | 10 марта 2002   |
| Новые прислужницы Галаксии - Алюминиевая Сейлор Сирена и Свинцовая Сейлор Ворона - берут на себя задание Стальной Сейлор Мыши. Усаги знакомится с маленькой девочкой. Но та говорит только слово "Чиби" и убегает. Позже она объявляется в доме Усаги, и мама говорит Усаги, что это её сестра. В поисках пропавшей Чиби-Чиби Алюминиевая Сейлор Сирена превращает полицейского в демона. Усаги и Сецуна сталкиваются с новыми врагами. |            | |                  |                 |
| 183 | 17         | «Чудовище на озере» «Shiryō no sakebi? Kyōfu kyampu no kaijin» (ориг..: 死霊の叫び!?恐怖キャンプの怪人)                 | 10 августа 1996  | 16 марта 2002   |
| Алюминиевая Сейлор Сирена атакует неизвестного человека. Девочки отправляются на озеро, и Рэй припоминает, что недалеко живёт её двоюродный брат, гончар. "Три звезды" снимаются в фильме ужасов на том же озере. Внезапно появляется монстр и разрушает палатки девочек. Усаги и Рэй перевоплощаются. По поведению монстра и по тому, как он пытался разбить нашейный кулон Рэй, Сейлор Марс поняла, что это на самом деле Кэнго, её брат, который когда-то давно разбивал свои неудачные глиняные работы и хотел также расправиться с кулоном в виде птицы, но маленькая Рей не разрешила, и он подарил ей подвеску. |            | |                  |                 |
| 184 | 18         | «Одни дома» «Futarikiri no yoru! Usagi no pinchi» (ориг..: ふたりきりの夜!うさぎのピンチ)                               | 17 августа 1996  | 17 марта 2002   |
| Весь вечер Усаги остается одна дома, и Сэйя решает остаться с ней и защитить её. Все воины, кроме Хотару и Сэцуны, а также Тайки и Ятэн, "случайно" оказываются все вместе у Усаги. Появляется и настойчивый репортер, желающий проникнуть в дом к "Трем звёздам", но он превращается в демона. Начинается полный хаос. |            | |                  |                 |
| 185 | 19         | «Подружка Ами» «Taiki zesshō! Shinjiru kokoro wo uta ni komete» (ориг..: 大気絶唱!信じる心を歌にこめて)                 | 31 августа 1996  | 23 марта 2002   |
| Девочка по имени Миса, страдающая от опасной и почти неизлечимой болезни, лежит в больнице. Миса - большая фанатка "Трёх звёзд" и даже нарисовала принцессу, к которой были обращены все песни группы. Тайки, зашедший поприветствовать её, заметил, как же изображенная принцесса похожа на ту, которую они ищут. Из Америки приезжает врач на операцию Мисы, но его превращают в демона. Но воины возвращают ему первоначальный облик, и операция проходит успешно. |            | |                  |                 |
| 186 | 20         | «Волшебный мир сладостей» «Chibichibi no nazo! Osawagase daitsuiseki» (ориг..: ちびちびの謎!おさわがせ大追跡)           | 7 сентября 1996  | 24 марта 2002   |
| Чиби-Чиби приносит домой много конфет и фарфоровую куклу, и Усаги гадает, где она могла их взять. Она преследует малышку, надеясь, что та отправляется в "мир сладостей". Наконец они приходят в особняк богатого человека, которого позже превратили в демона. |            | |                  |                 |
| 187 | 21         | «Сияние твоей звезды» «Kagayaku hoshi no pawā! Chibichibi no henshin» (ориг..: 輝く星のパワー!ちびちびの変身)           | 14 сентября 1996 | 30 марта 2002   |
| Лидер клуба фанатов "Трёх звёзд" обвиняет Усаги в том, что она слишком фамильярна с их кумирами, и вызывает её на игру в софтбол. Усаги хочет победить, объединившись с Сэйей и, после долгих тренировок, вступает в игру. Незадолго до финального момента Алюминиевая Сирена атакует капитана команды противников. Усаги перевоплощается, и Сирена решила, что у неё настоящее звёздное семя. Она атакует Сейлор Мун, но Чиби Чиби, внезапно став воином, даёт Сейлор Мун новую силу. Демон превратился обратно в девушку, и команда Усаги выигрывает матч. |            | |                  |                 |
| 188 | 22         | «Ночной полёт» «Kyōfu e no shōtai! Usagi no yakan hikō» (ориг..: 恐怖への招待!うさぎの夜間飛行)                         | 12 октября 1996  | 31 марта 2002   |
| Ами, Рей, Макото и Минако приобрели билеты на авиарейс, на котором полетят "Три звезды". Позавидовав подругам, Усаги с тоской приходит домой и находит письмо с билетом на рейс от Алюминиевой Сейлор Сирены, адресованное Сейлор Мун. Догадавшись, что предстоящий полёт - это ловушка, Усаги отчаянно пытается спасти своих друзей. Во время перевоплощений сейлор-воины раскрывают себя, а за промахи Алюминиевую Сейлор Сирену убивают. |            | |                  |                 |
| 189 | 23         | «Долг дружбы» «Shimei to yūjō no hazama! Sērā Senshi-tachi no tairitsu» (ориг..: 使命と友情の間!S戦士達の対立)          | 19 октября 1996  | 6 апреля 2002   |
| Усаги разрывается между своими друзьями и "Тремя звёздами". Ятен и Тайки уговаривают Сэйю держаться подальше от Усаги. Местный диджей превращается в демона. Новый враг, Жестяная Сейлор Мяу стреляет из базуки в Сейлор Мун, но Сэйя успевает закрыть её своим телом и принимает весь удар на себя. Появляются Звездный Сейлор Целитель и Звездный Сейлор Творец и холодно говорят воинам, чтобы те не имели с ними дело. |            | |                  |                 |
| 190 | 24         | «Прошлое Трёх звёзд» «Akasareta shinjitsu! Seiya-tachi no kako» (ориг..: 明かされた真実!セイヤ達の過去)                 | 26 октября 1996  | 7 апреля 2002   |
| Внешние воины и Звездные воины раскрывают себя. Сэйя говорит им, что больше не хочет видеть Усаги. Усаги пытается встретиться с Сейей несмотря на запрет Внешних воинов и Звездных воинов. Сэйя тайно приглашает Усаги на предстоящий концерт, на котором Усаги узнает о прошлом Звездных воинов: Галаксия уничтожила множество планет, в том числе и их планету. Принцесса Звездных воинов отправилась на Землю, воины последовали за ней и до сих пор ищут её. Ещё не оправившийся от ран, Сэйя падает в обморок прямо на концерте. Менеджер концерта превращён в монстра. |            | |                  |                 |
| 191 | 25         | «Полет светящейся бабочки» «Hikari no chō ga mau toki! Atarashī nami no yokan» (ориг..: 光の蝶が舞う時!新しい波の予感)  | 9 ноября 1996    | 13 апреля 2002  |
| Внутренние воины, кроме Усаги, приходят на состязание геймеров, чтобы подобраться поближе к Тайки и поговорить с ним о Сейе и Усаги. Девушка-игрок превращена в монстра, и до прибытия Усаги воины изо всех сил сражаются. |            | |                  |                 |
| 192 | 26         | «Исполнение мечты» «Yume icchokusen! Aidoru Minako tanjō!?» (ориг..: 夢一直線!アイドル美奈子の誕生)                     | 16 ноября 1996   | 14 апреля 2002  |
| Минако пробует свои силы в конкурсе таланта, который проводит Ятэн, и выходит в финал. Среди жюри оказывается и Жестяная Сейлор Мяу. Один из жюри превращен в монстра. Ятэн начинает больше понимать Внутренних воинов и сближается с Минако. Минако проходит и финал, но решает, что быть с друзьями куда гораздо важнее, чем участвовать в конкурсе. |            | |                  |                 |
| 193 | 27         | «Появление Принцессы» «Ubawareta ginzuishō! Kakyū Purinsesu shutsugen» (ориг..: うばわれた銀水晶!火球皇女出現)          | 30 ноября 1996   | 20 апреля 2002  |
| Свинцовая Сейлор Ворона узнала, что Усаги - это Сейлор Мун, и противостоит ей на школьном празднике. Свицовая Ворона угрожает загнать всех вокруг в чёрную дыру, если Усаги не отдаст звёздное семя. Усаги идет на рискованный шаг и высвобождает своё Звездное семя, но Жестяная Сейлор Мяу атакует Свинцовую Ворону, которая падает в чёрную дыру и погибает. Чёрная дыра поглощает и Усаги, но сила курительницы Чиби Чиби разрушает чёрную дыру. Семя возвращается к Усаги, и Усаги замечает, что её несёт на руках странная девушка, в которой Звёздные воины узнали свою принцессу. |            | |                  |                 |
| 194 | 28         | «Легенда о войнах Сейлоров» «Ginga no seisen! Sērā Wōzu densetsu» (ориг..: 銀河の聖戦 セーラーウォーズ伝説)             | 7 декабря 1996   | 21 апреля 2002  |
| Принцесса рассказывает всем, что она прибыла на Землю в поисках Света Надежды, который остановит Галаксию, жаждущую погрузить весь мир в хаос. Воины пытаются защитить Усаги от нападения. Тем временем Усаги пытается связаться с Мамору. Жестяная Сейлор Мяу нападает на Сейлор Мун на крыше школы. Сейлор Мун применяет свою атаку против врага и разбивает ей браслет. В результате Сейлор Мяу становится наполовину доброй, наполовину злой. |            | |                  |                 |
| 195 | 29         | «Нападение Галаксии» «Kakyū Purinsesu shōmetsu! Gyarakushia kōrin» (ориг..: 火球皇女消滅!ギャラクシア降臨)              | 14 декабря 1996  | 28 апреля 2002  |
| Так как Принцесса нашлась, "Три звезды" решают распустить группу и дают финальный концерт. Но во время концерта на них нападают Галаксия и Жестяная Сейлор Мяу, но последняя мечется между своей доброй и злой половиной. Галаксия забирает её браслет, тем самым убивая прислужницу. Принцесса Метеор жертвует собой ради спасения Звездных воинов, и Галаксия забирает её Звездное семя. |            | |                  |                 |
| 196 | 30         | «Гибель Сейлор воинов» «Ginga horobiru toki! Sērā Senshi saigo no tatakai» (ориг..: 銀河滅びる時!S戦士最後の戦い)       | 11 января 1997   | 4 мая 2002      |
| Галаксия начинает атаковать Землю и забирать звёздные семена у невинных людей. Звездные воины идут мстить за Принцессу, и Внутренние воины следуют за ними. Во время сражения Галаксия забирает у Внутренних воинов, кроме Сейлор Мун, их звёздные семена. |            | |                  |                 |
| 197 | 31         | «Властительница галактики» «Ginga no shihaisha! Gyarakushia no kyōi» (ориг..: 銀河の支配者! ギャラクシアの脅威)         | 18 января 1997   | 5 мая 2002      |
| Наконец, все узнают, что случилось с Мамору: в начале сезона Галаксия забрала его звёздное семя. Воины отступают в студию "Галакси Нетворк", где встречают Уран, Нептун, Плутон и Сатурн. Внешние воины сражаются с Галаксией, но все попытки победить её оказываются бесполезными. Галаксия предлагает сделку: они останутся живы, если перейдут на её сторону. Плутон и Сатурн отказываются, но Уран и Нептун принимают браслеты. Чтобы доказать Галаксии свою преданность, они убивают Сатурн и Плутон и забирают их звёздные семена. |            | |                  |                 |
| 198 | 32         | «Когда умирают звёзды» «Kieyuku hoshiboshi! Uranasu-tachi no saigo» (ориг..: 消えゆく星々!ウラヌス達の最期)             | 25 января 1997   | 11 мая 2002     |
| Битва продолжается. Галаксия приказывает Уран и Нептун забрать семена у оставшихся воинов, но те идут против неё и стреляют в неё из браслетов, чтобы забрать её звёздное семя и тем самым убить её. Но у Галаксии не оказывается звёздного семени, и она забирает браслеты у Уран и Нептун и оставляет их умирать. |            | |                  |                 |
| 199 | 33         | «Свет надежды. Последняя битва» «Kibō no Hikari! Ginga wo kaketa saishū kessen» (ориг..: 希望の光!銀河をかけた最終決戦) | 1 февраля 1997   | 12 мая 2002     |
| Звездные сейлор воины объединяют свои силы, чтобы победить Галаксию, но терпят поражение, хотя им и удаётся поранить её. Сейлор Мун решает, что было бы лучше сделать Галаксию доброй и направляет на неё свой жезл, но в последний момент злодейка ломает её оружие и забирает её звёздное семя. Чиби Чиби представляет себя как Свет надежды. |            | |                  |                 |
| 200 | 34         | «Усаги спасает галактику» «Usagi no ai! Gekkō ginga wo terasu» (ориг..: うさぎの愛!月光銀河を照らす)                    | 8 февраля 1997   | 19 мая 2002     |
| Чиби Чиби возвращает Усаги звёздное семя, и та превращается в принцессу Серенити. А сама Чиби Чиби стала мечом, которым Серенити должна убить Галаксию. Серенити не хочет убивать Галаксию, веря, что в ней ещё осталась доброта. Она исцеляет Галаксию и изгоняет из неё Хаос. Вскоре все погибшие возвращаются к жизни. Звёздные Сейлор-воины и принцесса Метеор прощаются и покидают Землю. Сериал заканчивается поцелуем Усаги и Мамору под луной. |            | |                  |                 |